# Салония
Сало́ния (лат. Salonia; родилась, по одной из версий, около 170 года до н. э. — умерла после 149 года до н. э.) — римская матрона, вторая жена Марка Порция Катона Старшего.
Салония была дочерью вольноотпущенника Катона, когда-то бывшего младшим писцом. Потеряв свою первую жену Лицинию, Катон вступил в связь с одной из служанок, но заметил, что его сын это не одобряет. Тогда он договорился с Салонием о новом браке и в тот же день объявил об этом на форуме. Катону тогда было около 80 лет. Тем не менее в 154 году до н. э. Салония родила ему сына, которого стали называть Салонианом, чтобы отличить от единокровного старшего брата Лициниана. Внуком Салониана был Марк Порций Катон Утический.
Через пять лет после рождения сына Салония овдовела. О её дальнейшей судьбе ничего не известно.
Плиний Старший упоминает брак Катона и Салонии как пример брака, в котором дети рождаются у совсем старого мужчины.